# Jordan Hayes
Jordan Hayes (nascida em 14 de junho de 1987) é uma atriz canadense, que interpretou a Dra. Sarah Jordan na série Helix do Syfy.
Também apareceu em filme como House at the End of the Street, The F Word e Hidden 3D.
Além disso, dirigiu e escreveu dois curtas-metragens: Lay Over (2013) e Ten Speed (2014).